# Farmàcia Tanganelli
La Farmàcia Tanganelli, també coneguda com a Farmàcia Sanchís o Antiga Farmàcia Dr. Vallet, és un establiment situat en un xamfrà de la Rambla de Catalunya i el carrer de Rosselló, al districte de l'Eixample de Barcelona, catalogada com a d'interès (categoria E2).

## Història
El 1900, Frederic Vallet i Xiró hi va inagurar una farmàcia amb decoració neogòtica, projectada per l'arquitecte Josep Pérez i Terraza i realitzada pels fusters Vildevall i el pintor Casanova. A Vallet i Xiró el va succeir el seu fill Frederic Vallet i Mas, i posteriorment el nebot d'aquest últim, Àngel Tanganelli i Vallet, fins a arribar a l'actual propietària, Maria del Mar Sanchís Foret.

## Descripció
L'establiment ocupa el local dret del xamfrà, on disposa de dues obertures, així com una tercera a la cantonada amb la Rambla de Catalunya. Conté elements materials d'interès patrimonial tant a l'exterior com a l'interior, i conserva part de la decoració original.
A l'exterior, a la part inferior del tancament de les tres obertures, emmarcada amb fusteria envernissada, que segurament estava pintada en origen de color marró fosc, hi ha una decoració d'inspiració gòtica al sòcol i, en les del xamfrà, sota la llinda. L'obertura de la dreta és un aparador, mentre que les altres dues disposen d'una porta central batent i un tirador exterior, de metall daurat, en forma de serp en actitud agressiva.
A l'interior hi ha un pilar de fosa, integrant de l'estructura de l'edifici, que conserva el color marró original, i tots els elements de la decoració modernista d'inspiració gòtica que, llevat del paviment i part del cromatisme (molts elements de fusta s'han decapat i envernissat), es conserva íntegrament en els dos àmbits de la sala de vendes, i que són els següents:
- el cel ras enteixinat amb una combinació de dos colors de fusta i decoracions sobreposades, amb un motllura perimetral amb diamants i cercles amb quadrifolis en els plafons;[2]
- la tela pintada que revesteix la part superior del parament, on la brutícia oculta garlandes florals i el bust del farmacèutic;[2]
- a la paret dreta i la del fons a l'esquerra hi ha una finestreta amb decoració gòtica i vitrall, en la vertical d'una porta de pas;[2]
- els armaris de fusta que cobreixen les parets amb baixos, plafons i rombes quadrifolis, per una banda; vitrines amb esveltes portes batents amb traceries, d'una altra; i, finalment, amb cornisa motllurada i cresteries.[2]
- darrere del mostrador, el moble adopta forma d'absis, amb un volta amb decoració radial que encara conserva el cromatisme original (marró fosc amb línies daurades);[2]
- la decoració dels brancals de l'obertura, que connecta els dos àmbits;[2]
- el taulell amb frontal, amb el mateix motiu que els baixos dels armaris i sobre de marbre blanc i les banquetes de fusta.[2]

## Galeria d'imatges

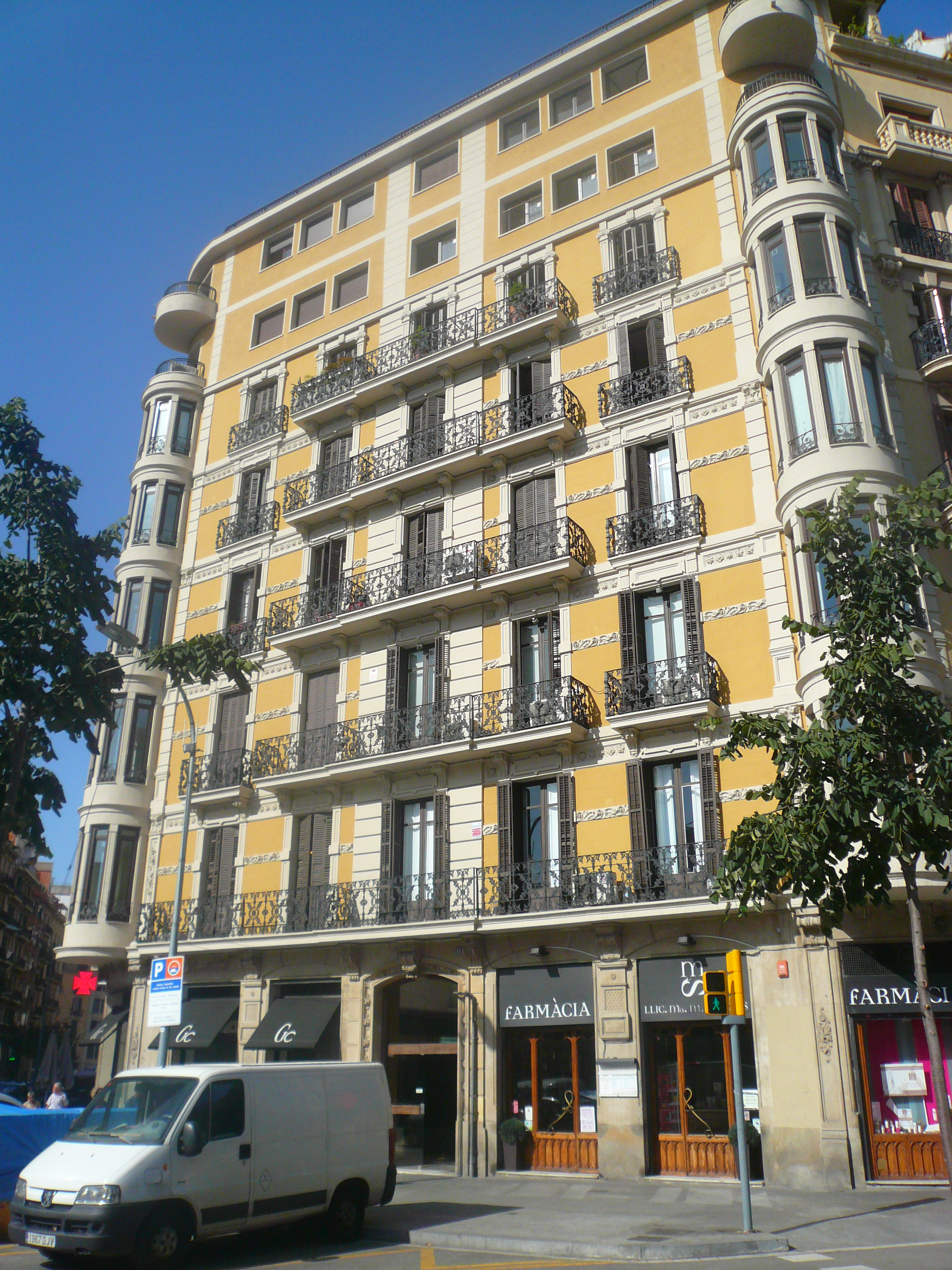
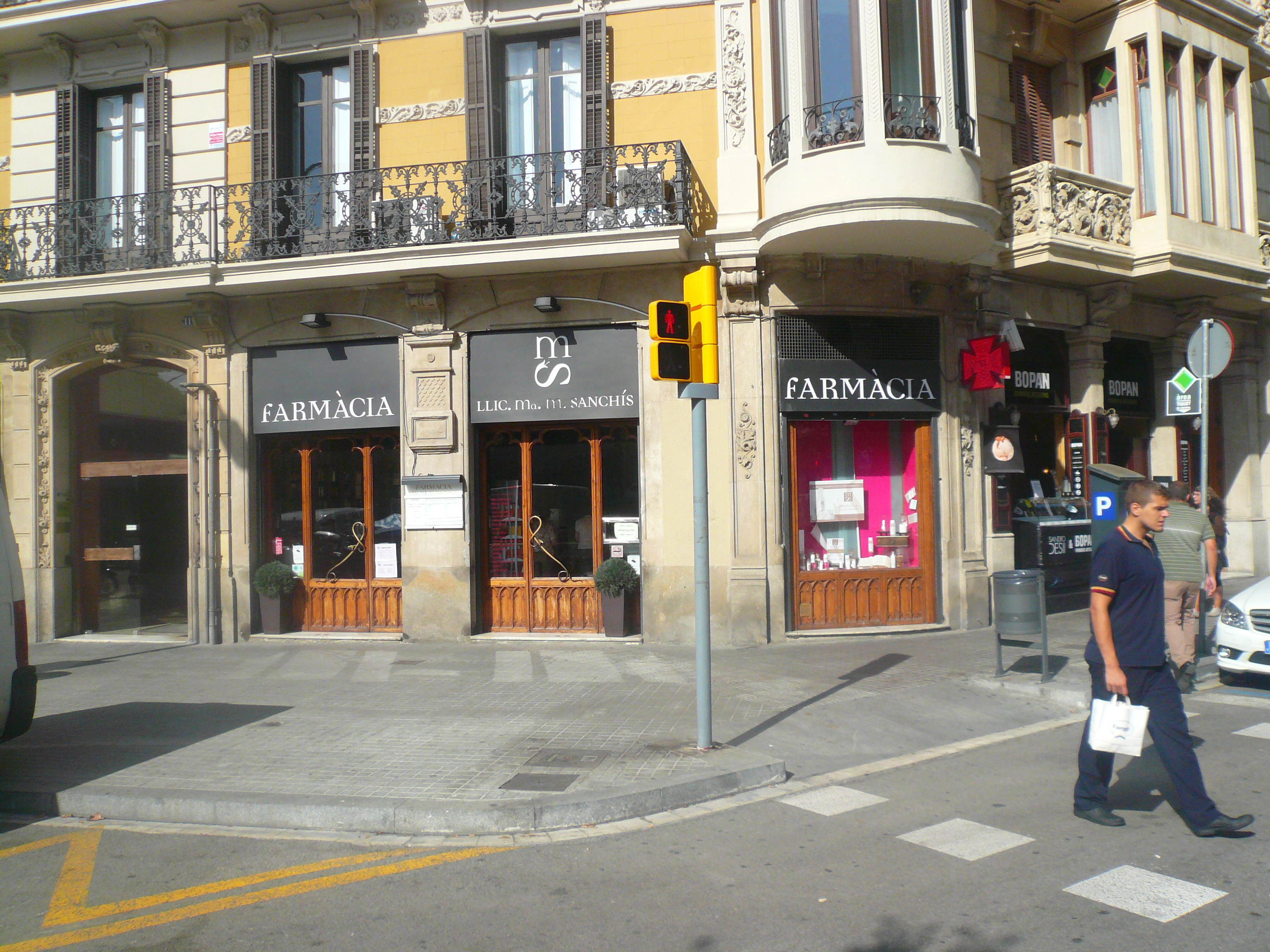
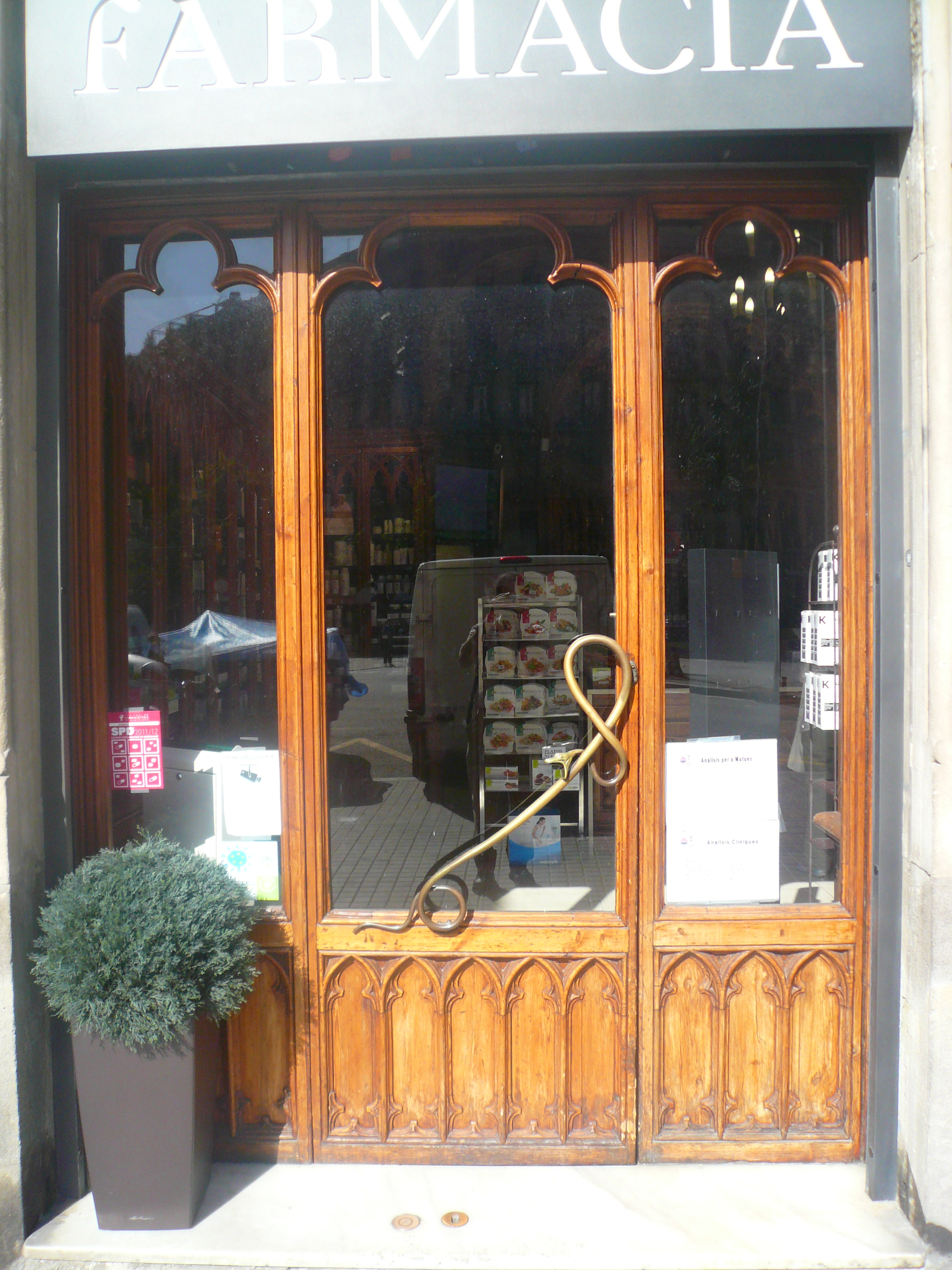